# 樟徳館

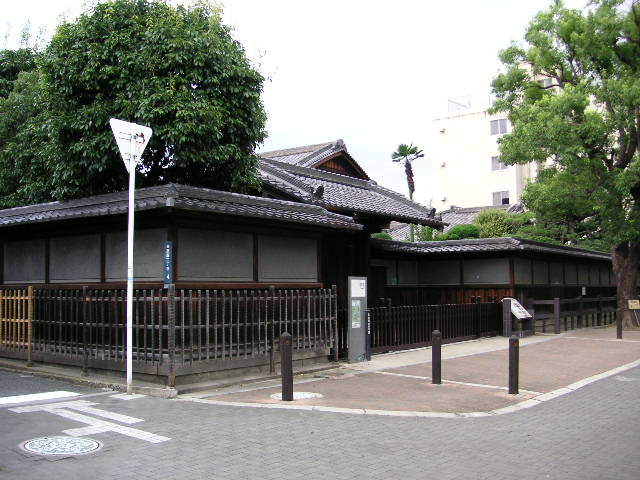
樟徳館門

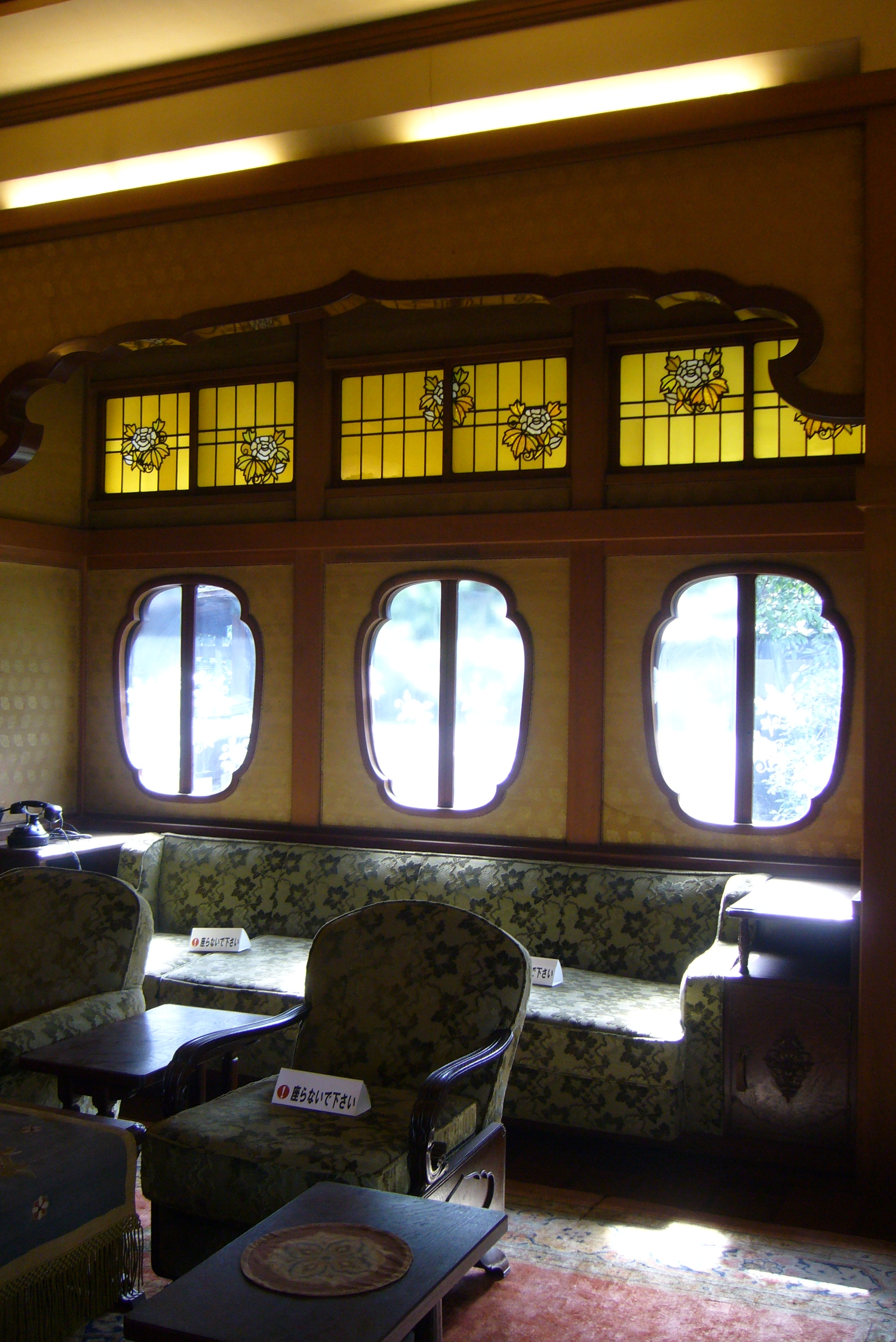
樟徳館内部

樟徳館（しょうとくかん）は、大阪府東大阪市にある歴史的建造物である。主屋など建物6棟は、国の登録有形文化財に登録されている。

## 概要
樟蔭学園（大阪樟蔭女子大学の経営母体）の創設者である森平蔵の邸宅として1932年（昭和7年）に建てられた木造建築である。
主要な建築資材となる原木は三陸、木曽、吉野、日向といった著名な産地から取り寄せられた。主屋は松、仏間は杉や檜が用いられた。日本全国から棟梁が呼び寄せられ、建築技術を競わせたといわれる。内装の意匠は和洋折衷であり、大正モダン文化の影響が見られる。
1960年（昭和35年）に森平蔵の遺志により、樟蔭学園に寄付された。
2000年（平成12年）に登録有形文化財に登録された。
なお、当地には、樟徳館が建てられる前は「帝国キネマ長瀬撮影所」があったが、1930年（昭和5年）の火事で焼失し、京都太秦へ移転した。
4年に一度、夏季オリンピックの年の11月第2土曜日曜の2日間一般公開される。

## 関連事項
- 阪神間モダニズム
- 長瀬川